# Valga KK
El Valga/Maks&Moorits es un equipo de baloncesto estonio con sede en la ciudad de Valga, que compite en la Alexela KML, la máxima competición de su país y en la Liga Báltica. Disputa sus partidos en el Valga  Spordihoone.

## Nombres
- Valga Welg/Kolmvedu (-2010)
- Valga/CKE Inkasso (2010-2011)
- Valga Korvpallikool (2011-2012)
- Valga/Maks&Moorits (2012-)

## Posiciones en liga
- 2006 - (2.Liiga)
- 2007 - (8-KML)
- 2008 - (6)
- 2009 - (4)
- 2010 - (5)
- 2011 - (5)
- 2012 - (8)
- 2013 - (7)

## Liga Báltica
- 2009 - (8 A, Chall.Cup)
- 2010 - (5 A, Chall.Cup)
- 2013 - (6 Grupo B)

## Palmarés
- Semifinales Alexela KML - 2009